# Pailles
Pailles – miasto na Mauritiusie, w dystrykcie Moka. Według danych szacunkowych na rok 2007 liczy 10 799 mieszkańców..